# Rho Draconis
Désignations
Rho Draconis (ρ Draconis / ρ Dra) est une étoile géante de la constellation circumpolaire boréale du Dragon. Elle est visible à l’œil nu avec une magnitude apparente de 4,52. L'étoile présente une parallaxe annuelle de 7,61 mas mesurée par le satellite Hipparcos, ce qui indique qu'elle est distante de ∼ 429 a.l. (∼ 132 pc) de la Terre. À cette distance, sa magnitude visuelle est diminuée de 0,027 en raison du facteur d'extinction créé par la poussière interstellaire présente sur le trajet de sa lumière jusqu'à la Terre. L'étoile se rapproche du Soleil à une vitesse radiale de −9,7 km/s.

## Propriétés
Rho Draconis est une étoile géante rouge de type spectral K2+III CN1 Ca1. Elle a passé sa première phase de dredge-up qui a marqué son évolution après qu'elle est sortie de la séquence principale. Elle possède un spectre particulier, typique d'une étoile à CN, montrant des raies d'absorption anormalement fortes du cyanogène (CN) et du calcium (Ca) ; ceci est retranscrit dans son type spectral par la notation de son suffixe « CN1 Ca1 » après sa classe de luminosité d'étoile géante III.
L'étoile est 28 fois plus grande et 359 fois plus lumineuse que le Soleil. Sa température de surface est de 4 370 K. Rho Draconis est une étoile solitaire qui ne possède pas de compagnon connu.